# Lega Nazionale A 1961-1962 (hockey su ghiaccio)
La stagione 1961-1962 del campionato svizzero di hockey su ghiaccio ha visto campione l'EHC Visp.

## Classifica Finale
|   | Classifica      | G  | V  | N | P  | GF | GS  | Dif  | Pt |
| - | --------------- | -- | -- | - | -- | -- | --- | ---- | -- |
| 1 | Visp            | 14 | 11 | 1 | 2  | 62 | 40  | +22  | 23 |
| 2 | Berna           | 14 | 10 | 0 | 4  | 82 | 44  | +38  | 20 |
| 3 | ZSC Lions       | 14 | 8  | 1 | 5  | 79 | 72  | +7   | 17 |
| 4 | Ambrì-Piotta    | 14 | 7  | 0 | 7  | 63 | 74  | -11  | 14 |
| 5 | Langnau Tigers  | 14 | 6  | 1 | 7  | 71 | 87  | -16  | 13 |
| 6 | Young Sprinters | 14 | 6  | 1 | 7  | 44 | 51  | -7   | 13 |
| 7 | Davos           | 14 | 5  | 0 | 9  | 36 | 50  | -14  | 6  |
| 8 | Basilea Sharks  | 14 | 1  | 0 | 13 | 26 | 149 | -123 | 2  |

LEGENDA:

G=Giocate, V=Vinte, N=Pareggiate, P=Perse, GF=Gol Fatti, GS=Gol Subiti, Dif=Differenza Reti, Pt=Punti

## Promozioni
Viene portato a dieci il numero delle squadre iscritte, e vengono promossi in prima divisione i Kloten Flyers e l'EHC Villars.

## Classifica Marcatori
|    | Nome            | Squadra    | Gol | Assist | Punti |
| -- | --------------- | ---------- | --- | ------ | ----- |
| 1. | Peter Stammbach | SC Bern    | 24  | 21     | 45    |
| 2. | Rolf Diethelm   | SC Bern    | 23  | 14     | 37    |
| 3. | Walter Wittwer  | SCL Tigers | 19  | 14     | 33    |